# Пултни
 Тази статия е за града във Върмонт, САЩ.  За реката вижте Пултни (река).  
Пултни (на английски: Poultney) е град в североизточната част на Съединените американски щати, част от окръг Рътланд на щата Върмонт. Населението му е около .
Разположен е на 130 метра надморска височина в Източноголемоезерната низина, на границата с щата Ню Йорк и река Пултни и на 96 километра югозападно от Монтпилиър. Селището е създадено през 1761 година и получава името на английския политик Уилям Пултни. В края на XIX век в района започва добив на шисти и в града се заселват много уелски имигранти с опит в тази дейност.

## Известни личности
Родени в Пултни
- Ралф Бартън Пери (1876 – 1957), философ